# Pršetinci
Pršetinci – wieś w Słowenii, w gminie Sveti Tomaž. 1 stycznia 2018 liczyła 151 mieszkańców.